# 東京都立王子特別支援学校
東京都立王子特別支援学校（とうきょうとりつ おうじとくべつしえんがっこう）は、東京都北区十条台一丁目にある公立特別支援学校。知的障害者を教育対象とする。

## 学部
- 小学部
- 中学部
- 高等部

## 沿革
- 1965年（昭和40年）1月 - 東京都立王子養護学校開校[1]。
- 2008年（平成20年）4月 - 東京都立王子特別支援学校に改称。
- 2019年（平成31年）4月 - 東京都立王子第二特別支援学校と統合[2]。

## 部活動（高等部）
- ダンス部
- 美術部
- 球技部
- 陸上部
- 音楽部
- 書道部[3]

## アクセス
- JR埼京線 十条駅東口下車 徒歩8分
- JR京浜東北線 東十条駅 徒歩15分
- JR京浜東北線 王子駅下車 バス『赤羽駅西口』行「上十条郵便局」下車 徒歩7分

## 所在地
- 東京都北区十条台一丁目8番41号